# Гнотобиоз
Гнотобио́з (от др.-греч. γνωτός [gnotos] — «известный» + «биос» как «жизнь») — биологический термин, означающий содержание лабораторных животных в научных целях в условиях стерильности или при наличии известных исследователям микроорганизмов. Обычно речь идёт об отсутствии микроорганизмов, живущих в и на животном. Такие животные могут быть рождены в асептических условиях, что может включать в себя кесарево сечение.

## Животные
Различаются животные в зависимости от заселённости микроорганизмами:
- Аксенные — (от от др.-греч. ἀ — отрицательная частица; греч. ξένος — чуждый) животные не имеющие как самих ксено-бионтов, так и антител к ним;
- Гнотобиоты[англ.] — полностью безмикробные животные (в общем смысле - животные с контролируемой микрофлорой);

- безбактериальные животные, в случае сохранения в организме вирусов;

- Гнотофоры — безмикробные животные заселённые определённой микрофлорой;
- СПФ-животные[англ.] — животные лишённые каких либо определённых патогенов.

Содержание гнотобиотических животных требует определённых условий. В ряде случаев безмикробное содержание приводит к их смерти вследствие нарушения нормальной работы желудочно-кишечного тракта (кишечника). Нормальное же пищеварение растительного корма у травоядных гнотобиотов, особенно у жвачных и верблюдов практический невозможна, так как целлюлоза у них ферментируется микрофлорой ЖКТ.

## Растения
Стерильная культура.